# Xã Decatur, Michigan
Xã Decatur (tiếng Anh: Decatur Township) là một xã thuộc quận Van Buren, tiểu bang Michigan, Hoa Kỳ. Năm 2010, dân số của xã này là 3.726 người.